# Stéphane Bahoken
Stéphane Cédric Bahoken (Grasse, 28 de mayo de 1992), más conocido como Stéphane Bahoken, es un futbolista camerunés que juega de delantero en el Kayserispor de la Superliga de Turquía. Es internacional con la selección de fútbol de Camerún.

## Selección nacional
Bahoken es internacional con la selección de fútbol de Camerún desde el 25 de marzo de 2018 en un amistoso frente a la selección de fútbol de Kuwait.

## Clubes
| Club                        | País    | Año       |
| --------------------------- | ------- | --------- |
| O. G. C. Niza               | Francia | 2011-2014 |
| Saint Mirren F. C. (cedido) | Escocia | 2013-2014 |
| R. C. Estrasburgo           | Francia | 2014-2018 |
| Angers S. C. O.             | Francia | 2018-2022 |
| Kasımpaşa S. K.             | Turquía | 2022-2023 |
| Kayserispor                 | Turquía | 2023-     |